# Atlas Stellarum
Der Atlas Stellarum ist ein fotografisch hergestellter Sternatlas in 3 Bänden. Er enthält etwa 450 Sternkarten im Äquinoktium 1950.0 mit zugehörigen Gradnetz-Schablonen und einem ausführlichen Beiheft.
Er wurde 1970 von Hans Vehrenberg herausgegeben und war jahrzehntelang einer der wichtigsten, genauen Sternatlanten für Amateurastronomen und Volkssternwarten, aber auch für viele Berufsastronomen. Im Jahr 1985 erfolgte ein Reprint. Die Aufnahmen für den Nordsternhimmel (Deklination +90° bis −20°, erste zwei Schuber) wurden großteils auf Vehrenbergs Gartensternwarte im Schwarzwald gemacht (siehe auch Falkauer Atlas), für den Südteil in Südafrika.
Die Karten sind etwa im Format 40 cm × 40 cm und wiegen insgesamt etwa 3 kg. Ein Teil der Auflage hat Ringbindung.